# Anua hopei
Anua hopei là một loài bướm đêm trong họ Erebidae.